# Бригада армейской авиации США
Бригада армейской авиации (англ. Combat Aviation Brigade) — основное тактическое соединение Армейской авиации США.
На 2021 год насчитывалось 26 бригад армейской авиации: 12 в Армии, 12 в Армии Национальной гвардии и 2 в Резерве. Большинство бригад (18) входит в состав дивизий регулярной армии и национальной гвардии.

## Типы
Делятся на 4 типа:
1. бригада АА (Combat Aviation Brigade)
2. экспедиционная бригада АА (Expeditionary Combat Aviation Brigade)
3. бригада АА на ТВД (штурмовая) (Theater Aviation Brigade)
4. бригада АА на ТВД (общей поддержки) (Theater Aviation Brigade)

## Организация
Бригада АА включает в себя управление бригады (штаб и штабная рота), 4 вертолётных батальона: 2 ударно-разведывательных, штурмовой и общей поддержки, кроме того батальон тылового обеспечения. В каждом ударно-разведывательном батальоне, кроме вертолётов имеются также беспилотники MQ-1C Grey Eagle и RQ-7 Shadow — всего 24 единицы БЛА.
| Состав                                         | л/с  | AH-64D | AH-64E | UH-60L/M | HH-60 | CH-47D/F | MQ-1C | RQ-7B |
| ---------------------------------------------- | ---- | ------ | ------ | -------- | ----- | -------- | ----- | ----- |
| Штаб и штабная рота                            | 140  |        |        |          |       |          |       |       |
| Вертолётный батальон (ударно-разведывательный) | 509  |        | 24     |          |       |          |       | 12    |
| Вертолётный батальон (ударно-разведывательный) | 427  | 24     |        |          |       |          | 12    |       |
| Вертолётный батальон (штурмовой)               | 404  |        |        | 30       |       |          |       |       |
| Вертолётный батальон (общей поддержки)         | 598  |        |        | 8        | 15    | 12       |       |       |
| Батальон тылового обеспечения                  | 795  |        |        |          |       |          |       |       |
| Всего                                          | 2873 | 24     | 24     | 38       | 15    | 12       | 12    | 12    |

Экспедиционная бригада АА призвана решать задачи переброски десанта и раненых, материальных средств и техники. Планируется иметь 8 подобных бригад в Армии НГ и 2 в Резерве.
| Состав                                 | л/с  | UH-60L/M | HH-60 | CH-47D/F |
| -------------------------------------- | ---- | -------- | ----- | -------- |
| Штаб и штабная рота                    | 135  |          |       |          |
| Вертолётные батальоны (штурмовые)      | 936  | 60       |       |          |
| Вертолётный батальон (общей поддержки) | 733  | 8        | 30    | 12       |
| Батальон тылового обеспечения          | 819  |          |       |          |
| Всего                                  | 2623 | 68       | 30    | 12       |

Бригада АА на ТВД (штурмовая) предназначена усиливать на театре военных действий другие бригады армейской авиации побатальонно и поротно.
| Состав                                  | л/с  | UH-60L/M | HH-60 | CH-47D/F |
| --------------------------------------- | ---- | -------- | ----- | -------- |
| Штаб и штабная рота                     | 145  |          |       |          |
| Вертолётные батальоны (общей поддержки) | 2392 | 32       | 60    | 48       |
| Батальон тылового обеспечения           | 819  |          |       |          |
| Всего                                   | 3356 | 32       | 60    | 48       |

Бригада АА на ТВД (общей поддержки) имеет задачу сбора разведывательной информации, эвакуации раненых и потерявшихся, переброски десантов и материальных средств, помощь гражданским властям. Бригада входит в состав Северного командования ВС США. Планируется её привлекать для поддержания правопорядка, пограничной службы и других задач.
| Состав                                          | л/с  | UH-72А | UH-60L/M | HH-60 | CH-47D/F |
| ----------------------------------------------- | ---- | ------ | -------- | ----- | -------- |
| Штаб и штабная рота                             | 140  |        |          |       |          |
| Вертолётные батальоны (поддержки и обеспечения) | 2280 | 192    |          |       |          |
| Вертолётный батальон (общей поддержки)          | 650  |        | 8        | 15    | 24       |
| Всего                                           | 3070 | 192    | 8        | 15    | 24       |